# Lidija Andrejewna Ruslanowa

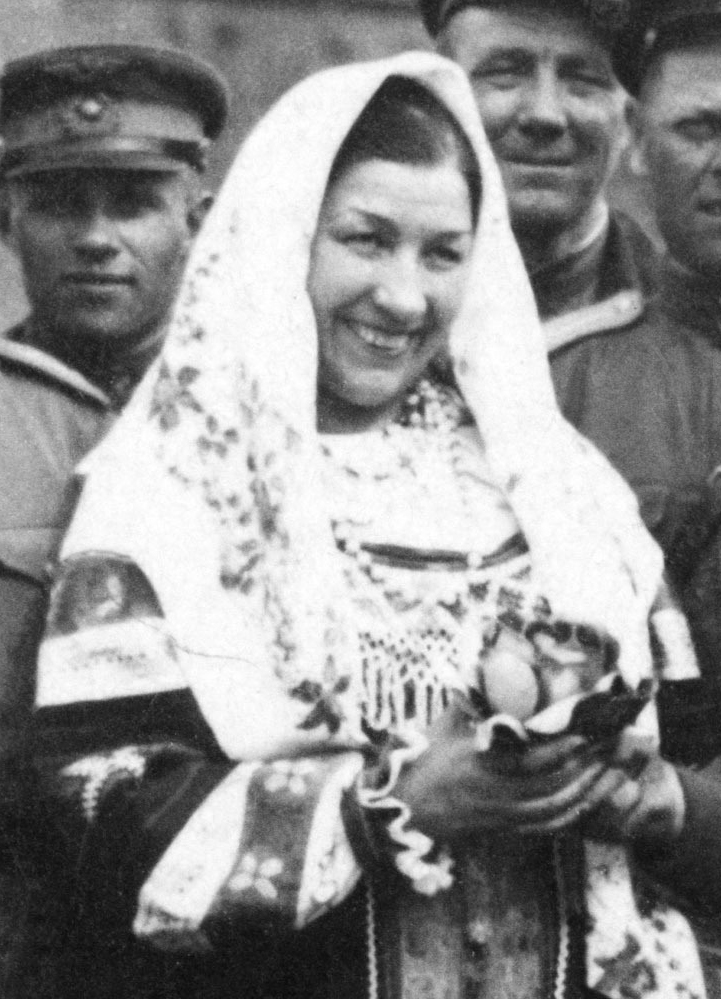
Lidija Ruslanowa in Berlin, 1945

Lidija Andrejewna Ruslanowa (Vereinzelt auch Lydia und Lidiya, russisch Лидия Андреевна Русланова; * 27. Oktober 1900 in Czernowka, Gouvernement Saratow; † 21. September 1973 in Moskau) war eine erfolgreiche und seinerzeit äußerst berühmte sowjetische Folkloresängerin.

## Leben
Lidija Ruslanowa wurde im Dorf Czernowka, nahe der Großstadt Saratow als Kind einer bäuerlichen Familie geboren, und auf den Namen Agafia Leykina (Russisch: Агафья Лейкина) getauft. Im Alter von fünf Jahren verlor sie ihre Eltern; ihr Vater fiel 1905 im Russisch-Japanischen Krieg. Daraufhin verbrachte sie den Großteil ihrer Kindheit in einem Waisenhaus. Ihre musikalische Karriere begann damit, dass sie dem dortigen Kinderchor beitrat und wenig später als Solistin auftrat.
Ihr Onkel verschaffte ihr später eine Stelle in einer Möbelfabrik in Saratow, wo ihr Gesang einem Vorarbeiter der Fabrik auffiel, welcher ihr empfahl, am Konservatorium in Saratow zu studieren. Doch sie selbst begann nie eine musikalische Ausbildung. Während des Ersten Weltkrieges arbeitete Lidija Ruslanowa als Krankenschwester in einem Krankentransportzug. Aus einer kurzzeitigen Beziehung zu einem Soldaten ging ein im Mai 1917 geborenes Kind hervor. Später heiratete sie wohl einen Teilnehmer des Russischen Bürgerkrieges, welcher dort fiel. Von ihm soll sie ihren Nachnamen erhalten haben.

## Karriere

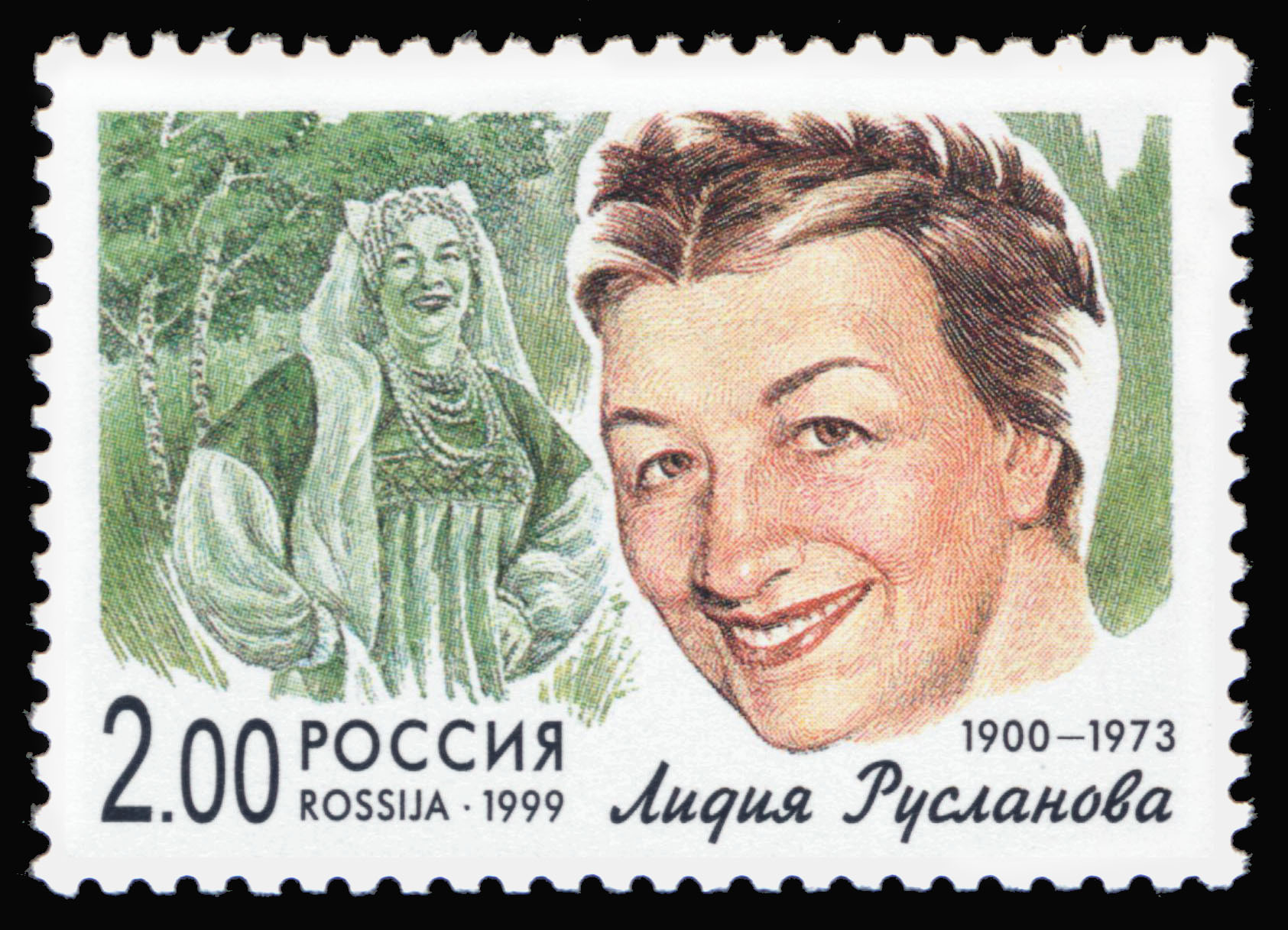
Russische Briefmarke von 1999

Ruslanowa gab ihr erstes Konzert als Sängerin im Alter von 16 Jahren vor einem Militärgremium, wo sie ihr gesamtes damaliges Repertoire vortrug. Ihre ersten Konzerte vor Soldaten gab sie während des Russischen Bürgerkrieges und debütierte 1923 als professionelle Sängerin in Rostow am Don. Insbesondere fiel sie durch ihr gutes Timbre auf, das sie vor allem für die Interpretation alter russischer Volkslieder qualifizierte. Nach 1929 soll sie mit einem Mitglied der Tscheka liiert gewesen sein. 1942 heiratete sie den General Wladimir Wiktorowitsch Krjukow; zuvor war sie mit dem Conférencier Michail Garkawi verheiratet.:S. 93
In den 1930er Jahren wie auch im Zweiten Weltkrieg genoss sie innerhalb der Sowjetunion großen Ruhm und gab in dieser Zeit Konzerte im ganzen Land. Sowohl im Winterkrieg als auch im Deutsch-Sowjetischen Krieg konzertierte sie an den Fronten, wo sie mit ihrem Gesang und ihrem patriotischen Repertoire die Soldaten motivieren und für die Heimat begeistern sollte. Besonders beliebt waren ihre Interpretationen bekannter russischer Volkslieder wie Walenki (валенки) oder Katjuscha, die zum Teil eigens für sie arrangiert worden waren.

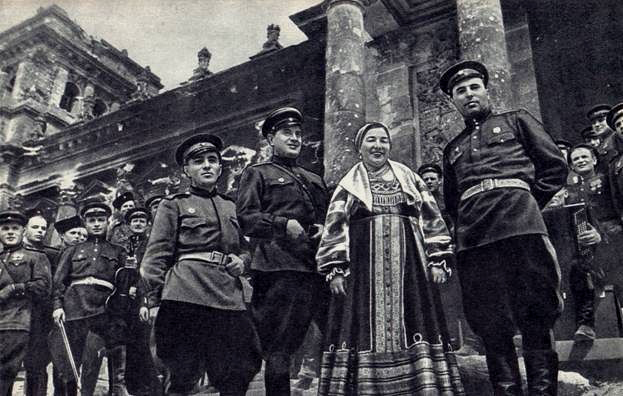
Auf den Stufen des Reichstags mit Kriegsteilnehmern der Roten Armee, Mai 1945

Grabstätte von Lidija Ruslanowa und Wladimir Krjukow auf dem Moskauer Nowodewitschi-Friedhof

Lidija Ruslanowa war zu dieser Zeit eine der reichsten Frauen der Sowjetunion und finanzierte den Bau zweier Katjuscha-Raketenwerfer, die sie der Roten Armee 1942 präsentierte. Im selben Jahr wurde sie als „Volkskünstler der RSFSR“ ausgezeichnet. Nach der Schlacht um Berlin trat sie auf der Treppe des zerstörten Reichstagsgebäudes vor sowjetischen Soldaten auf.:S. 93
Zehn Tage nach der Verhaftung ihres Mannes  Wladimir Wiktorowitsch Krjukow, der als Anhänger des Stalin-Gegners Georgi Konstantinowitsch Schukow galt, wurde auch Ruslanowa am 28. September 1948 verhaftet und anschließend zu zehn Jahren Zwangsarbeit verurteilt. Wie bei ihrem Ehemann hatte man auch in ihrem Privatbesitz deutsches Plünderungsgut gefunden, darunter 132 Originalgemälde, bei denen es sich wiederum um deutsche Kriegsbeute aus der Sowjetunion handelte.:S. 103 Im Gulag-Lager durfte sie weiterhin singen und wurde auch dort verehrt. Nach Stalins Tod im März 1953 durfte sie das Arbeitslager vorzeitig verlassen, und obwohl ihre Gesundheit unter den Haftbedingungen stark gelitten hatte, setzte sie ihre Gesangskarriere fort.:S. 92ff
Nach der Entlassung aus der Haft lebte Lidija Ruslanowa bis zu ihrem Tod in Moskau.

## Trivia
Der Ruslanowa-Krater auf der Venus sowie der Asteroid (4810) Ruslanova sind nach ihr benannt.